# Bis(3-aminopropyl)amin
Bis(3-aminopropyl)amin ist ein Polyamin, das eine sekundäre und zwei primäre Aminogruppen aufweist und in wässriger Lösung stark basisch reagiert. Wie andere Polyamine wird Dipropylentriamin als Härter für Epoxidharze, sowie als Ausgangsstoff für Vulkanisationsbeschleuniger, Emulgatoren und Korrosionsschutzmittel verwendet. Einige Derivate weisen in vitro antibakterielle und krebshemmende Eigenschaften auf.

## Vorkommen und Darstellung
Bis(3-aminopropyl)amin (Norspermidin) kommt im Gegensatz zu dem unsymmetrischen Polyamin Spermidin nicht in tierischen Zellen, sondern nur in einfachen Organismen, wie z. B. Bakterien, vor.
Durch Addition von Acrylnitril an Ammoniak wird bei geeigneter Verfahrensführung (30%ige wässrige Ammoniaklösung) Bis(2-cyanoethyl)amin in Ausbeuten von über 90 % erhalten.
Die katalytische Hydrierung der beiden Nitrilgruppen liefert Dipropylentriamin.
Bei der Reaktivdestillation von Propan-1,3-diamin mit Wasserstoff bei erhöhten Drücken (5 bis 10 bar) und Temperaturen (140 bis 160 °C) in Gegenwart von Palladium auf Zirkondioxid als Hydrierkatalysator entsteht Dipropylentriamin mit Selektivitäten über 70 % und 1,3-Diaminopropan-Umsätzen größer 50 %.
Durch die Reaktivdestillation wird die Bildung höherer Propylenamine, wie z. B. Tris(3-aminopropyl)amin, unterdrückt.

## Eigenschaften
Bis(3-aminopropyl)amin ist eine aminartig riechende klare Flüssigkeit, die sich vollständig mit Wasser mischt und in Diethylether und Ethanol löslich ist. Im Vergleich zu dem homologen Spermidin ist Norspermidin sehr giftig und vermutlich mutagen.

## Anwendungen
Das trifunktionelle Polyamin Dipropylentriamin (DPTA) findet – meist zusammen mit anderen mehrwertigen Aminen – Verwendung als Härter für Epoxidharze, z. B. in Bodenbeschichtungen.
Als Reduktionsmittel bei der Vulkanisation von Synthesekautschuk und Naturkautschuk werden ebenfalls Polyamine, wie z. B. Dipropylentriamin eingesetzt.
Amphiphile Derivate des Bis(2-aminoethyl)amins mit langen (C12–C18) Seitenketten, z. B. Dodecyldipropylentriamin, sind bakterizid bzw. antimikrobiell wirksam. Sie hemmen die Bildung von Biofilmen und werden als Desinfektionsmittel und Biozide verwendet.
Mehrkernige Komplexe von Norspermidin mit zweiwertigem Platin Pt(II) und insbesondere zweiwertigem Palladium Pd(II) weisen tumorhemmende Eigenschaften auf Brustkrebs-Zellen auf.
Bis(2-aminoethyl)amin ist Ausgangsverbindung für die bicyclische anellierte Guanidin-Base Triazabicyclodecen TBD.